# Keizer Traianusplein

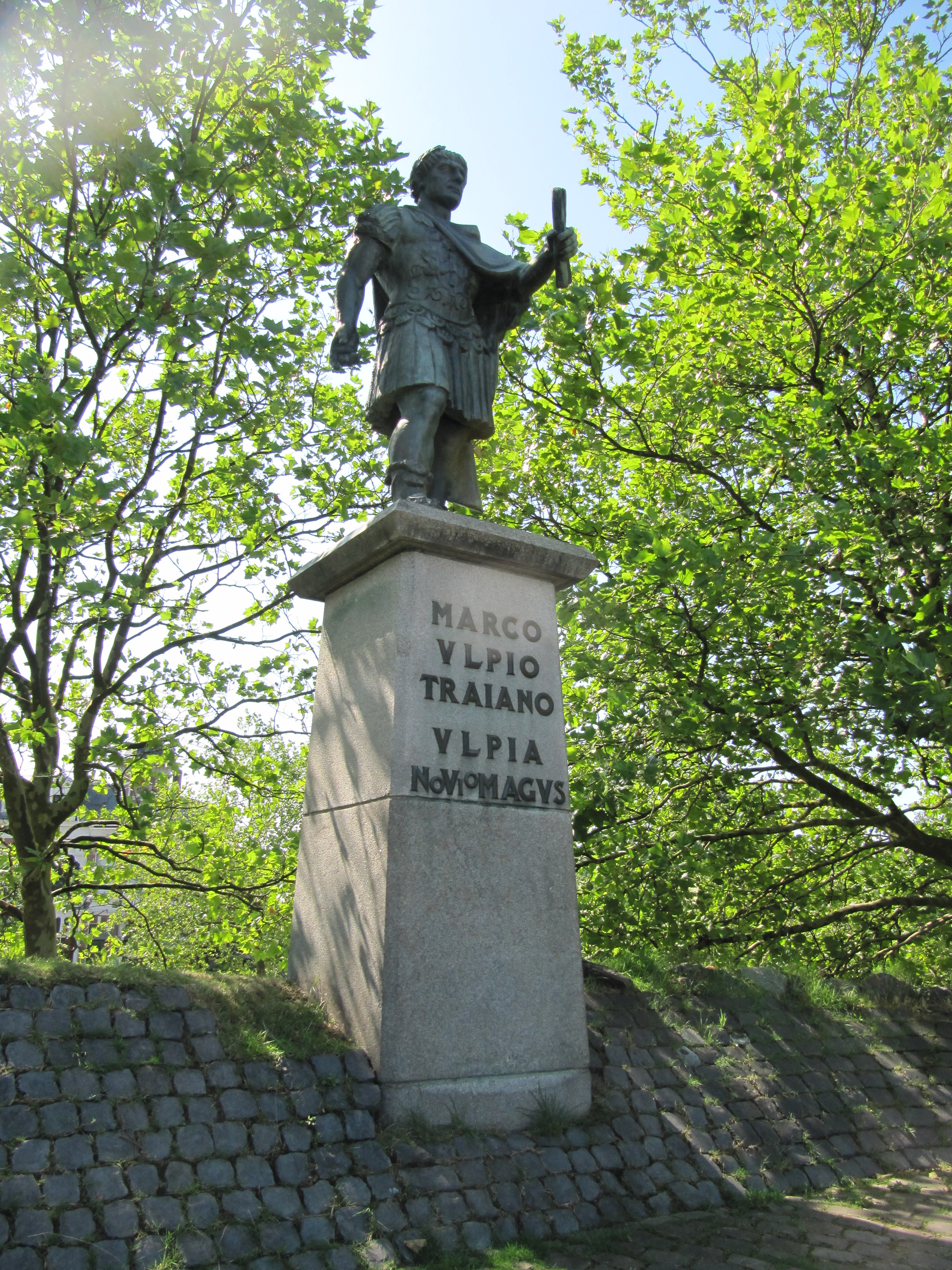
Standbeeld van Traianus op het Keizer Traianusplein (2010).

Het Keizer Traianusplein (kortweg Traianusplein genoemd) is een plein en verkeersknooppunt aan de rand van het stadscentrum van Nijmegen. Van 1885 tot 1956 stond het bekend als het Keizer Lodewijkplein.

## Geschiedenis
Oorspronkelijk was het terrein onderdeel van het Hunnerpark dat aangelegd werd naar een ontwerp uit 1885 van tuinarchitect Liévin Rosseels uit Leuven na de afbraak van de stadsmuren. Bij de aanleg van de oprit naar de Waalbrug in 1935/36 werd het park gehalveerd en werd in het midden een verkeersplein aangelegd: het Keizer Lodewijkplein, naar Lodewijk de Vrome, de zoon van Karel de Grote naar wie het Keizer Karelplein al was vernoemd. Het was een groot rond plein met groen in het midden, net als het Keizer Karelplein.
In 1956 werd het plein grootschalig veranderd en kreeg het haar huidige vorm met een weg rechtdoor van de St. Canisiussingel naar de Waalbrug en twee rondingen met afslagen eromheen. Ook werd de naam veranderd in Keizer Traianusplein naar Marcus Ulpius Traianus, onder wiens regering de stad als Ulpia Noviomagus Batavorum werd gesticht.
Op het plein staat ook het Jan van Hoofmonument uit 1956 van Marius van Beek en worden jaarlijks op 4 mei de doden van de Tweede Wereldoorlog herdacht.

## Situering
| Aansluitende wegen                   | Aansluitende wegen                     | Aansluitende wegen | Aansluitende wegen | Aansluitende wegen                         |
| ------------------------------------ | -------------------------------------- | ------------------ | ------------------ | ------------------------------------------ |
|                                      | St. Titussingel richting Elst / Arnhem |                    |                    |                                            |
|                                      |                                        |                    |                    |                                            |
|                                      |                                        |                    |                    |                                            |
|                                      |                                        |                    |                    |                                            |
| Sint Canisiussingel richting Wijchen |                                        |                    |                    | Nieuwe Ubbergseweg richting Kranenburg (D) |

Het plein ligt direct bij de Waalbrug en de N326 wordt er verbonden met de N325. Er zijn afslagen naar het stadscentrum (St. Jorisstraat), Nijmegen Oost (Meester Franckenstraat, Graadt van Roggenstraat), richting Arnhem (via de Waalbrug), richting de Ooijpolder, Ubbergen, Beek en Kleef (A325/N325), en stadinwaarts richting het Keizer Karelplein (N326).